# Informație clasificată
Informațiile clasificate sunt informații al căror acces este restricționat la doar anumite persoane sau grupuri. Aceste informații sunt etichetate fiecare cu un anumit nivel de securitate, iar persoanele pot avea acces la anumite astfel de niveluri de securitate.

## Nivele de clasificare
Sistemele de clasificare diferă de la o țară la alta. Cele mai multe au nivele ce corespund definițiilor britanice (de la cel mai înalt nivel la cel mai mic).

### Top Secret
Top Secret este cel mai înalt nivel de informații clasificate. Informațiile sunt în continuare compartimentate, astfel încât accesul specific folosind un cuvânt de cod după Top Secret este o modalitate legală de ascundere a informațiilor colective și importante.  Un astfel de material ar provoca „pagube excepțional de grave” securității naționale în caz că ar deveni  cunoscut public.

### Secret
Materialul secret ar provoca „daune grave” securității naționale dacă ar fi fost accesibil publicului.
În Statele Unite, informațiile operaționale "Secret" pot fi marcate cu un LIMDIS suplimentar, pentru a limita distribuția.

### Confidențial
Materialele confidențiale ar provoca „daune” sau ar putea aduce prejudicii securității naționale dacă devin disponibile public.

## Clasificarea corporativă
Corporațiile private deseori solicită acorduri scrise de confidențialitate și efectuează verificări de fond ale candidaților pentru poziții sensibile. În S.U.A., Actul de protecție de poligraf a angajaților, interzice angajatorilor privați să solicite teste de detectare a minciunilor, dar există câteva excepții. Politicile care dictează metode pentru marcarea și salvgardarea informațiilor sensibile la companii (de exemplu, "IBM Confidential") sunt comune și unele companii au mai mult de un nivel. Aceste informații sunt protejate prin legile privind secretul comercial. Echipele noi de dezvoltare a produselor sunt deseori sechestrate și interzise să împărtășească informații despre eforturile lor cu colegii lor care nu sunt autorizați, proiectul original Apple Macintosh fiind un exemplu celebru. Alte activități, cum ar fi fuziunile și pregătirea raportului financiar, implică, în general, restricții similare. Cu toate acestea, securitatea corporativă nu are, în general, structuri ierarhice elaborate și structuri de sensibilitate elaborate și sancțiuni penale dure care dau sistemelor de clasificare guvernamentală tonul lor special.

## Legături externe
- Hotărârea Guvernului nr. 517/2009 privind declasificarea unor decrete ale Consiliului de Stat adoptate în perioada 1956—1989 și a unor decrete prezidențiale emise în perioada 1974—1989, arhivelenationale.ro